# Pannenhoef
Pannenhoef is een natuurgebied van circa 706 ha gelegen tussen Zundert, Etten-Leur en Rijsbergen in de provincie Noord-Brabant en is eigendom van de Stichting Brabants Landschap. In het gebied, dat voor een groot deel bestaat uit gemengd bos, zijn elf vennen en enige heiderestanten aanwezig met een belangrijke natuurwaarde. In het gebied groeit onder meer beenbreek en gevlekte orchis. Er broeden tal van vogels, waaronder groene specht en buizerd.

## Geschiedenis

### Ontginning
In dit gebied werd van de 14e tot de 17e eeuw turf gewonnen. Toen het hoogveen was verdwenen ontstond hier moerassige heide. Vanaf 1800 begon men vanuit het centrum van dit gebied, Arendsberg, met kleinschalige ontginning. Zo ontstond bos en cultuurgebied. Van 1900-1940 vond grootschaliger ontginningsactiviteit plaats. In het kader van de werkverschaffing ging men de lage delen ophogen, waartoe zand van de hoger gelegen delen werd gebruikt, zoals de Lokkerberg.
Het ven de Lokker, dat zowel door regenwater als door kwel werd gevoed, kende een rijke plantengroei: waterlobelia en grote biesvaren kwamen er in grote aantallen voor. Ook kon men er roeien en zwemmen. De pastoor van Sprundel sprak deswegen van een poel des verderfs. In 1938 werd de waterloop Bijloop verbreed en het gebied ontwaterd waardoor het ven kwam droog te vallen en de heide verdroogde. De Tweede Wereldoorlog maakte een einde aan de ontginningsactiviteiten. Vennen verlandden tot broekland. 

### Natuurherstel
In 1970 werd het gebied verworven door de Stichting Brabants Landschap. Het Padvindersven werd in 1989 uitgebaggerd en bekalkt, in 1996 was er weer een heikikkerpopulatie en groeide er oeverkruid en witte waterranonkel. De heiderestanten zijn afgeplagd. Men vindt er ronde en kleine zonnedauw, heidekartelblad en klokjesgentiaan.
De Bijloop werd in 1985 van kaden voorzien en in 1991 werd een stuw geplaatst. Hierdoor steeg het waterpeil en werd de moerassige plekken in het gebied weer door kwelwater gevoed. Dit was gunstig voor wateraardbei, moeraswederik en andere vochtminnende soorten. Verdere verhoging van het waterpeil kon pas worden bereikt nadat de aanwezige landbouwenclaves waren uitgekocht. Vanaf 1995 konden toen de vennen worden hersteld. Waterpostelein, vlottende bies, ondergedoken moerasscherm, drijvende waterweegbree, blauwe zegge, ongelijkbladig fonteinkruid, moerashertshooi, pilvaren, moeraswolfsklauw, blauwe knoop en teer guichelheil zijn er sindsdien weer te vinden.
In het gehele beekdal kon door de veranderde waterhuishouding natuur hersteld worden. In 1999 geschiedde zulks met het westelijke Lokkerven, het Kolkven en het Hezemansven. Het gebied de Riggen, oorspronkelijk natte heide met veenputjes, later hooiland en sinds 1940 weiland, werd in 1994 ontdaan van de teeltlaag. Ook het ven de Bak werd uitgegraven.

## Recreatie
Informatie over de Pannenhoef is beschikbaar op infopanelen aanwezig op parkeerplaatsen aan de randen. Hier op worden onder meer gemarkeerde wandelroutes van twee tot zes kilometer lang aangegeven, alsook twee ruiterpaden. Een vogelkijkhut is bij moerasgebied de Flesch beschikbaar.